# Белянка гиппия
Белянка гиппия, или белянка барбарисовая дальневосточная, или боярышница гиппия, или белянка барбарисовая (лат. Aporia hippia) — бабочка из семейства белянок (Pieridae).

## Описание
Размах крыльев у самцов 51—60 мм, самок — 56—63 мм. Внешне схожа с боярышницей. Отличается от последней жёлтым пятом у основания заднего крыла снизу.
Основной фон крыльев — белый, по жилкам имеется напыление из тёмных контрастных чешуек. На нижней стороне вершина переднего крыла и заднее крыло молочно-жёлтого цвета. Тело чёрного цвета, на нижней стороне покрыто белыми чешуйками. Усики тёмные с рыжими участками на вершине булавы. Половой диморфизм: самец отличается от самки более контрастным напылением чешуек на белом фоне крыльев. Крылья самки более узкие и вытянутые, передние в прикорневой и дискальной частях прозрачные, напыление из тёмных чешуек не такое контрастное, как у самца.

## Ареал и места обитания
Встречается в Японии (Хоккайдо), Корее, Северо-Восточном Китае и Восточной Монголии. В России встречается в Приморье, Приамурье. Самая северная известная находка вида в Забайкалье — долина Большого Амалата в районе села Монгой. В Восточном Забайкалье вид отмечен в центральной и юго-западной частях.
Бабочки встречаются в лесном поясе по каменистым развалам (курумникам) склоновых лесов, в местах произрастания кормового растения гусениц, барбариса.

## Биология
Развивается в одном поколении в год. Время лёта бабочек охватывает середину июня — начало июля. В поисках дополнительного питания самцы часто спускаются в долины межгорных ручьев, где часто сидят среди скоплений боярышниц. Самки после спаривания откладывают яйца на кормовые растения гусениц. Кормовыми растениями гусениц являются растения из семейства барбарисовых — Барбарис амурский, Барбарис сибирский, Барбарис Тунберга и др. Гусеницы первого, второго возрастов перед зимовкой сплетают на ветке кормового растения плотный веретенообразный кокон грязно-белого цвета, в котором и зимуют в числе одного — полутора десятков. Весной выходят из него в середине мая и начинают питаться почками и молодыми листьями. В первой декаде июня гусеницы окукливаются. Стадия куколки длится около недели.